# Comité des Belges et Liégeois unis
 (juillet 2015).
Si vous disposez d'ouvrages ou d'articles de référence ou si vous connaissez des sites web de qualité traitant du thème abordé ici, merci de compléter l'article en donnant les références utiles à sa vérifiabilité et en les liant à la section « Notes et références ».

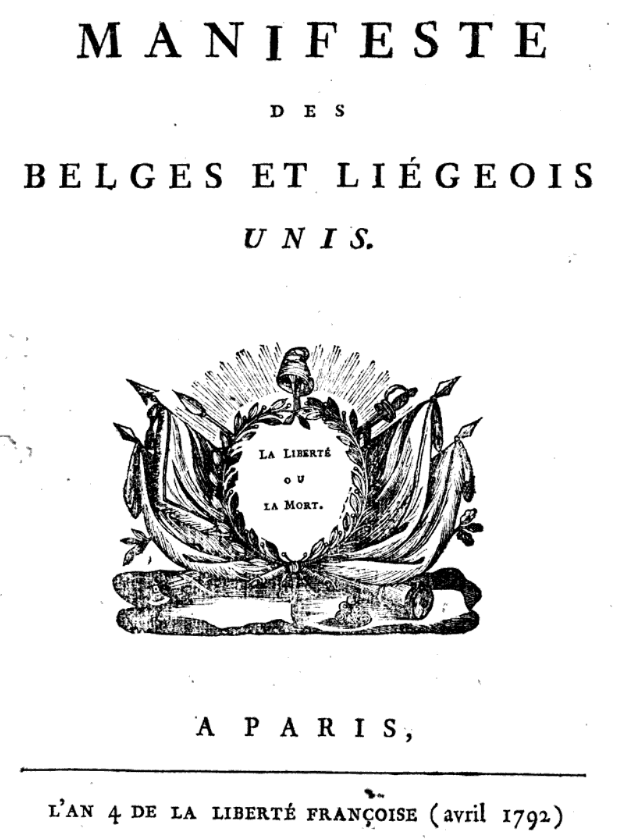
1er page du Manifeste des Belges et Liégeois unis, publié par le Comité.

Le Comité des Belges et Liégeois unis (en néerlandais : Comité der vereenigde Nederlanders en Luykenaers ou Vereenigd Comité der beyde Natien, "Comité uni des deux Nations") est une association de Belges des Pays-Bas autrichiens, à la suite de la restauration autrichienne de 1790, et de Liégeois de la Principauté de Liège, à la suite de l'occupation autrichienne de 1790, association créée le 20 janvier 1792 par des réfugiés belges et liégeois à Paris.

## Pouvoir révolutionnaire
Art. 1. Le pouvoir révolutionnaire résidera dans un comité central, qui sera composé de cinquante personnes prises hors de celles qui forment le comité réuni des Belges et Liégeois, qui ont préparé la révolution et choisies par le comité même.
Art. 2. À ce comité viendront correspondre les comités particuliers établis dans les différents endroits des Pays-Bas et du Pays de Liège.
Art. 3. Les comités particuliers ne pourront convoquer le peuple pour élire de nouvelles magistratures provisoires, avant que d'avoir demandé au comité central des commissaires pour présider à cette élection.
Art. 4. Tout comité, toute administration provisoire, établi dans chaque commune, ayant l'agrégation du peuple, sera subordonné au comité central, et devra signer individuellement une déclaration calquée sur celle qu'ont signée les membres du comité réuni.
Art. 5. Partout où il n'y ara pas d'administration provisoire, le comité central y pourvoira, en y envoyant des commissaires pour en établir, soit par élection libre du peuple, soit de toute autre manière agréable au peuple.
Art. 6. Le nombre des membres qui composeront les administrations provisoires, sera proportionné à celui des habitants de la commune, et le plus petit possible ; les commissaires seront chargés du soin de le déterminer.
Art. 7. Les administrations provisoires seront spécialement chargées de maintenir l'ordre et la tranquillité publique dans leurs communes respectives. D'empêcher les pillages, violences et excès, même contre ceux dont le patriotisme serait suspect. De faire la perception des deniers publics dans leurs communes, pour en rendre compte au comité central.
Art. 8. Les administrations provisoires veilleront encore à ce que les propriétés publiques soient respectées; qu'il ne s'y commette aucun dégât, ou diversion quelconque, avant que la nation assemblée par les représentants élus, en ait disposé pour le bien de la chose publique, et particulièrement pour donner de justes dédommagements à ceux qui ont souffert pendant le règne du despotisme.
Art. 9. Le comité central veillera à la tranquillité générale de tout le pays, pourvoira à la défense commune, aura la manutention des deniers publics, destinés aux  dépenses générales, et la surveillance de ceux qui vont à la disposition des administrations particulières.
Art. 10. Le pouvoir révolutionnaire tiendra ses séances publiques pour tout ce qui concerne l'administration, sauf le conseil de guerre. Tous les quinze jours, il rendra un compte public de ses gérés, et surtout de l'emploi des deniers publics.
Art. 11. A mesures que la révolution sera effectuée dans une province, châtellenie, bailliage, district, commune ou ville, le comité central sera tenu de convoquer les citoyens selon la forme indiquée; lesquels choisiront le nombre de représentants qu'ils doivent avoir, en prenant la population pour base; à savoir, un représentant pour dix mille âmes; et ces représentants ainsi élus, se joindront au comité central, pour exercer en commun les fonctions du pouvoir révolutionnaire.
Art. 12. Dès le moment qu'il se trouvera cent cinquante représentants ainsi élus, ce qui forme une majorité bien décidée, ils se formeront en assemblée constituante, et dès lors le pouvoir révolutionnaire viendra à cesser.

## Essai d'une constitution d'une République Belgique
Les Belges et Liégeois vont ainsi rédiger une constitution à adopter par les Provinces belges et le pays de Liège.
Celle-ci est d'abord précédée d'une déclaration des droits de l'homme et du citoyen.

## Texte
Manifeste des Belges et Liégeois unis, Paris, Comité des Belges et Liégeois unis, 23 avril 1792 (Wikisource)